# Великоновосёлковский район
Великоновосёлковский райо́н (укр. Великоновосілківський район) — упразднённое административно-территориальное образование на западе Донецкой области, административный центр — пгт Великая Новосёлка.

## География
Великоновосёлковский район — крупнейший район области по площади (1901 км²).

## История
10 сентября 1959 года к Большеновосёлковскому району была присоединена часть территории упразднённого Старомлиновского района.
17 июля 2020 года в результате административно-территориальной реформы район вошёл в состав Волновахского района.

## Население
Данные переписи населения 2001 года
| N | Национальность | Количество | Уд. вес (%) |
| - | -------------- | ---------- | ----------- |
| 1 | Украинцы       | 31850      | 64,57       |
| 2 | Греки          | 9730       | 19,73       |
| 3 | Русские        | 6568       | 13,32       |
| 4 | Белорусы       | 240        | 0,49        |
| 5 | Турки          | 168        | 0,34        |
|   | Всего          | 49323      | 100,00      |

## Административное деление
В составе 1 пгт (райцентр) и 17 сельсоветов, 63 населённых пункта.

## Экономика
В районе расположен Краснополянский завод сельскохозяйственного машиностроения, проводится добыча строительных песков.

## Инфраструктура
50 медучреждений, 42 ОШ, 44 библиотеки, 16 ДК, 2 кинотеатра, 2 музея (В. И. Немировича-Данченко в усадьбе села Нескучное, музей истории села Старомлиновка).

## Достопримечательности
Памятник архитектуры — храм Рождества Пресвятой Богородицы, на сегодняшний день, одна из старейших деревянных церквей в восточной Украине. 1795—1797, село Андреевка. Территория компактного проживания греков.
Охраняемые природные территории:
- ботанический заказник Балка Орлинская
- ботанический заказник Балка Северная
- ландшафтный заказник Нескучненский лес
- ландшафтный заказник Щучья заводь
- памятник природы Дубовые насаждения
- энтомологический заказник Новосёлковский (место обитания диких пчёл)